# جالگاسبای بردی‌مرادف
جالگاسبای بردی‌مرادف (به انگلیسی: Jalgasbay Berdimuratov،  زادهٔ ۲۱ ژوئیهٔ ۱۹۹۳) یک کشتی‌گیر فرنگی‌کار اهل کشور ازبکستان است.
از افتخارات وی می‌توان به کسب  مدال طلا در بازی‌های آسیایی ۲۰۲۲ و مدال نقره در قهرمانی جهان ۲۰۲۲ و مدال برنز در قهرمانی جهان ۲۰۱۹ اشاره کرد. وی سابقه حضور در المپیک ۲۰۲۰ توکیو را دارد.

## فعالیت حرفه‌ای

### قهرمانی کشتی جهان ۲۰۱۹
بردی‌مرادف در وزن ۷۷ کیلوگرم کشتی فرنگی مسابقات قهرمانی کشتی جهان ۲۰۱۹ نورسلطان حاضر بود که در مسابقه اول به تاماش لورینتس از مجارستان باخت و با توجه به حضور این کشتی‌گیر در فینال، به دیدار شانس مجدد رفت. او در مراحل شانس مجدد ولدیمیر یاکوویلف از اوکراین و پائولیوس گالکیناس از لتونی را شکست داد و به دیدار رده‌بندی رسید. وی در این دیدار آسخات دل‌محمدف از قزاقستان را شکست داد و مدال برنز وزن ۷۷ کیلوگرم را بدست آورد.

### قهرمانی کشتی جهان ۲۰۲۲
بردی‌مرادف در وزن ۸۲ کیلوگرم کشتی فرنگی مسابقات قهرمانی کشتی جهان ٢٠٢۲ بلگراد شرکت کرد، او در این مسابقات دیاس کالن از قزاقستان، وانگ چنگنو از چین، رفیق حسینوف از آذربایجان و تاماش لوای از مجارستان را شکست داد و به فینال رسید. وی در دیدار نهایی به برهان آکبوداک از ترکیه باخت و به مدال نقره رسید.